# Cardiestra vasilinini
Cardiestra vasilinini là một loài bướm đêm trong họ Noctuidae.